# 49er
El 49er (leído en inglés forty-niner) es una clase internacional de embarcación a vela diseñada por el australiano Julian Bethwaite.
Es también clase olímpica desde los Juegos Olímpicos de Sídney 2000. Muchas de las características del 49er son relativamente nuevas en el mundo de la vela: los dos tripulantes gobiernan y estabilizan la embarcación desde el trapecio, hay fórmulas de igualar las características físicas de las tripulaciones mediante lastres y alas retráctiles (punto desde el que se cuelgan del trapecio los dos tripulantes para contrarrestar la escora), el botalón es retráctil, la utilización de spinnakers asimétricos de gran superficie vélica, etc.

## Dimensiones
- Eslora: 4,995 m
- Manga de 1,690 a 2,90 m
- Botalón: 1,70 m
- Peso: 75kg
- Vela mayor: 15 m²
- Foque: 6,20 m²
- Gennacker: 38 m² (spi asimétrico)
- Mástil: 8,10 m

## 49erFX
El 49erFX es una variante del 49er con una arboladura de menor tamaño, diseñada para adaptarse mejor a las características físicas de hombres jóvenes y mujeres. Desde los Juegos Olímpicos de Río 2016 es clase olímpica femenina, quedando el 49er como clase exclusivamente masculina.

### Dimensiones
- Vela mayor: 13,80 m²
- Foque: 5,80 m²
- Gennacker: 25,10 m² (spi asimétrico)
- Mástil: 7,50 metros
- Resto de dimensiones: igual que el 49er estándar